# Кромидово
Кромидово (болг. Кромидово) — село в Благоевградской области Болгарии. Входит в состав общины Петрич. Находится примерно в 15 км к северо-востоку от центра города Петрич и примерно в 67 км к югу от центра города Благоевград. По данным переписи населения 2011 года, в селе  проживало 150 человек.

## Население
| Год     | 1934 | 1946 | 1956 | 1965 | 1975 | 1985 | 1992 | 2001 | 2011 |
| ------- | ---- | ---- | ---- | ---- | ---- | ---- | ---- | ---- | ---- |
| Жителей | 292  | 419  | 390  | 429  | 342  | 259  | 224  | 190  | 150  |

| Национальность | Человек | Процент |
| -------------- | ------- | ------- |
| болгары        | 143     | 95,33%  |
| другие         | 5       | 3,33%   |
| Всего ответов  | 150     |         |

|  |